# Želatovice
Želatovice är en ort i Tjeckien.   Den ligger i regionen Olomouc, i den östra delen av landet, 230 km öster om huvudstaden Prag. Želatovice ligger 225 meter över havet och antalet invånare är 550.
Terrängen runt Želatovice är platt. Runt Želatovice är det ganska tätbefolkat, med 222 invånare per kvadratkilometer. Närmaste större samhälle är Přerov, 4,2 km väster om Želatovice. Trakten runt Želatovice består till största delen av jordbruksmark.